# 數位視訊轉換盒

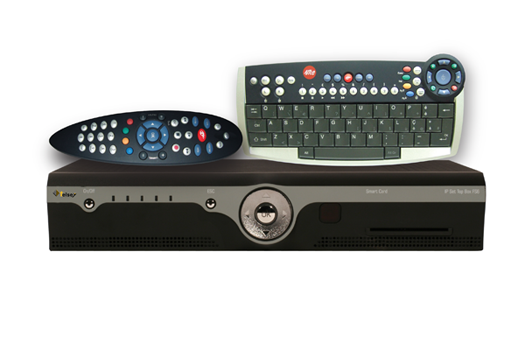
FS6機上盒

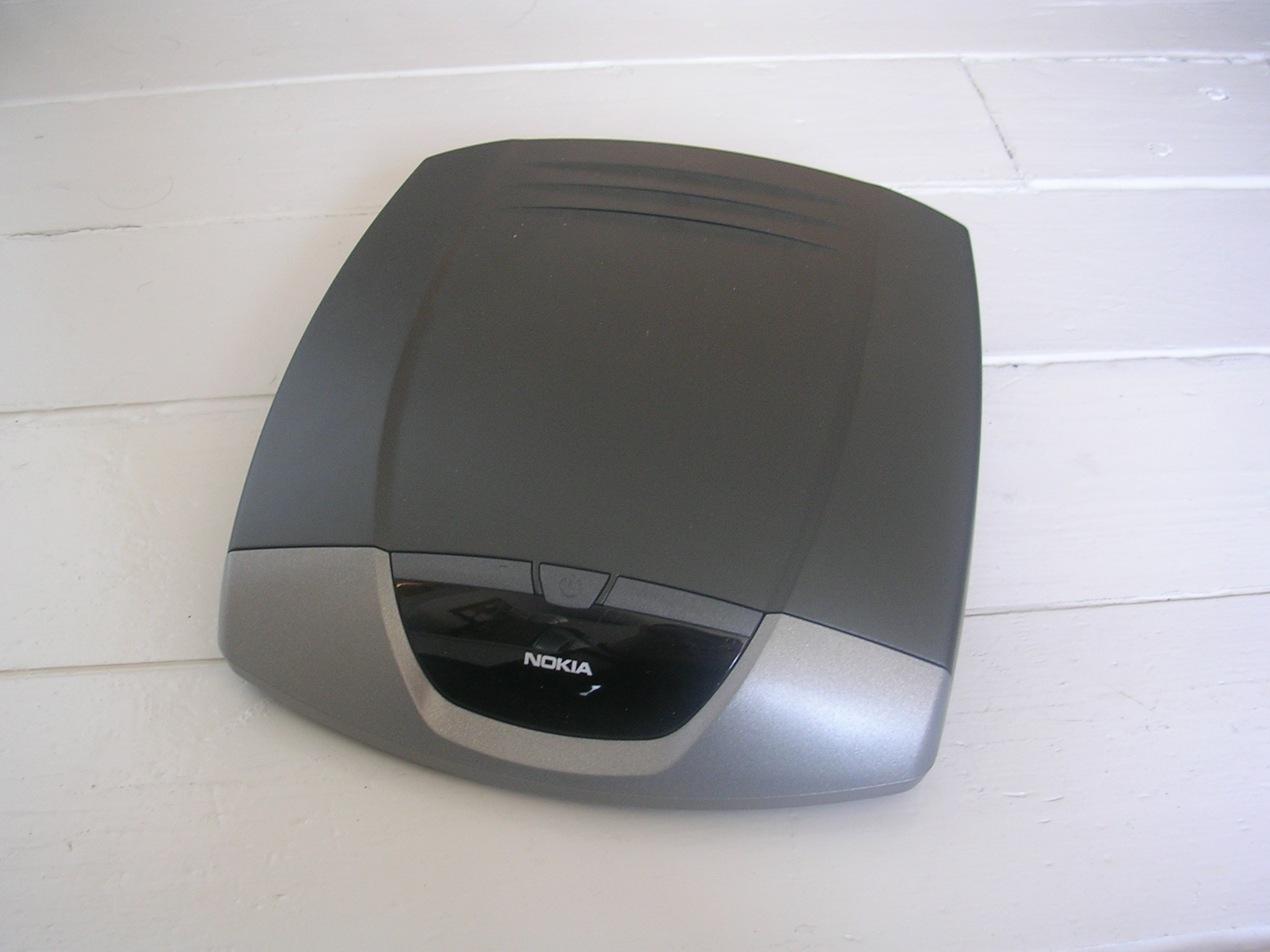
NOKIA出品的一款机顶盒。

數位視訊轉換盒（英語：set-top box）是一个连接电视机与外部信号源的设备。它可以将源信号转成电视内容，并在电视机上显示出来。信号可以来自有线电缆、卫星天线、寬頻網絡以及地面广播。机顶盒接收的内容除了模拟电视可以提供的图像、声音之外，更在于能够接收数据内容，包括电子节目指南、因特网网页、字幕等等。
在陰極射線管電視機流行的時代，數位視訊轉換盒常常被放置在電視機的頂部，故又被稱為机顶盒或機上盒。